# Puig de les Tres Esteles
El Puig de les Tres Esteles (Pic de Tres Estelles en francès) és una muntanya de 2.099 metres que fa de punt de trobada de quatre termes comunals: Escaró, Nyer, Saorra i Pi de Conflent, tots quatre de la comarca del Conflent, a la Catalunya del Nord.
Es troba a l'extrem nord-occidental del terme de Pi de Conflent, al més oriental del de Nyer, al sud-occidental del de Saorra i al més meridional del d'Escaró. És al nord-est del Serrat de la Menta. En el seu vessant nord s'estén el Bosc Estatal de Tres Estelles, que s'estén a cavall dels termes d'Escaró i Saorra.
Aquest cim és destí freqüent de rutes excursionistes per la zona occidental del Massís del Canigó i està inclòs al llistat dels 100 cims de la FEEC.